# Marco Büchel (Politiker)

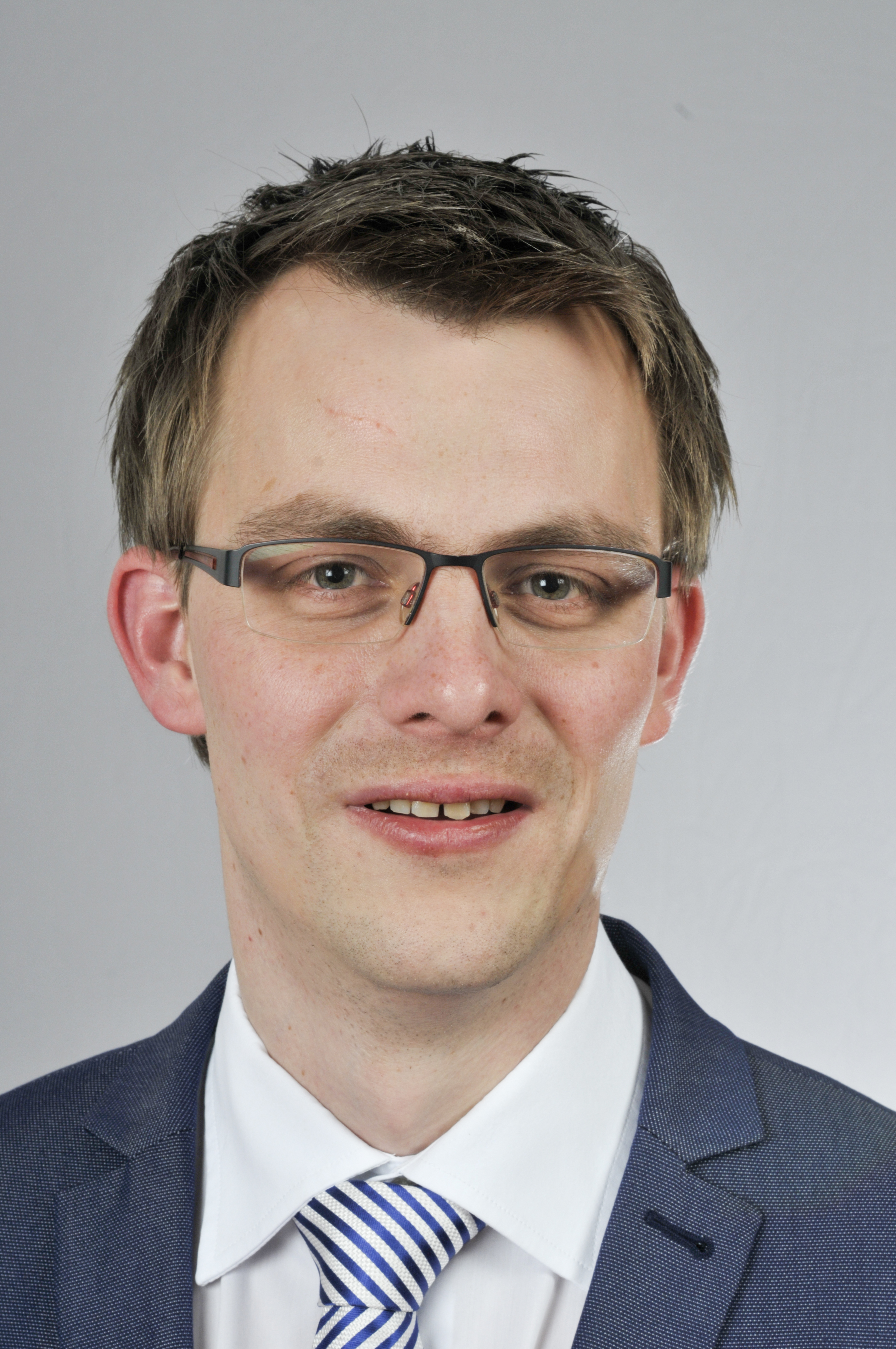
Marco Büchel 2016

Marco Büchel (* 16. März 1983 in Wriezen) ist ein deutscher Politiker. Als Abgeordneter der Linken gehörte er von 2009 bis 2014 und zwischen 2016 und 2019 dem Landtag Brandenburg an.

## Privat
Büchel wuchs in Bad Freienwalde (Oder) auf. Er ist verheiratet und hat zwei Kinder.

## Ausbildung und Beruf
Büchel besuchte in seiner Heimatstadt die Kollwitz-Grundschule und das Bertolt-Brecht-Gymnasium, an dem er 2002 sein Abitur ablegte. Im Anschluss absolvierte er zwischen 2002 und 2005 bei der Krankenkasse DAK eine Ausbildung zum Sozialversicherungsfachangestellten. Danach war er bis 2009 sowie zwischen 2014 und 2016 dort als Mitarbeiter im Außendienst angestellt.

## Politik

### Partei
2004 trat er in die PDS ein und war bis zur Fusion der Partei mit der WASG im Sommer 2007 Mitglied ihres Landesjugendrates. Derzeit gehört er dem Kreisvorstand der Linken im Landkreis Märkisch-Oderland an.

### Kommunalpolitik
Ein erstes politisches Mandat übernahm er nach der Kommunalwahl im Herbst 2003 als Stadtverordneter in Bad Freienwalde. In der Stadtverordnetenversammlung leitet er seit 2004 den Fachausschuss für Bildung, Kultur, Soziales, Jugend und Sport.

### Landtag
Bei der Landtagswahl am 27. September 2009 konnte er als Direktkandidat seiner Partei den Wahlkreis Märkisch-Oderland III mit 32,3 % der Erststimmen für sich entscheiden und zog erstmals als Abgeordneter in den Landtag Brandenburg ein. Er war dort der jüngste Abgeordnete.
2014 hingegen gelang ihm nicht der direkte Wiedereinzug in den Landtag. Von März 2016 bis 2019 war Büchel wieder Abgeordneter des Landtags. Er rückte für Kerstin Kaiser nach, die ihr Mandat niederlegte. Er war Vorsitzender des Ausschusses für Europapolitik, Entwicklungspolitik und Verbraucherschutz und Sprecher seiner Fraktion für die Themenbereichen Europapolitik, Entwicklungspolitik und Verbraucherschutz.